# 11086 Nagatayuji
11086 Nagatayuji (1993 TC1) là một tiểu hành tinh vành đai chính được phát hiện ngày 11 tháng 10 năm 1993 bởi K. Endate và K. Watanabe ở Kitami.